# Carles Sans López
Carles Sans López (Barcelona, 25 de maig de 1975) és un exjugador català de waterpolo.

## Biografia
Va jugar a la selecció estatal de waterpolo que va guanyar la medalla d'or a les olimpíades d'Atlanta el 1996.

## Clubs
- Club Natació Manresa
- Club Natació Terrassa
- Club Natació Barcelona
- Club Natació Catalunya
- Club Natación Martiánez
- Real Canoe Natación Club

## Títols
En club com a jugador

- Quatre Lligues d´Espanya
- Quatre Copes del Rei d´Espanya

Com a jugador de la selecció espanyola

- Medalla d'Or als Jocs Olímpics a Atlanta 1996.
- Campió del món el 2001 a Fukuoka
- Campió del món el 1998 a Perth
- Subcampió dels campionats del món Junior al Caire 1993.